# 가사지원 로봇

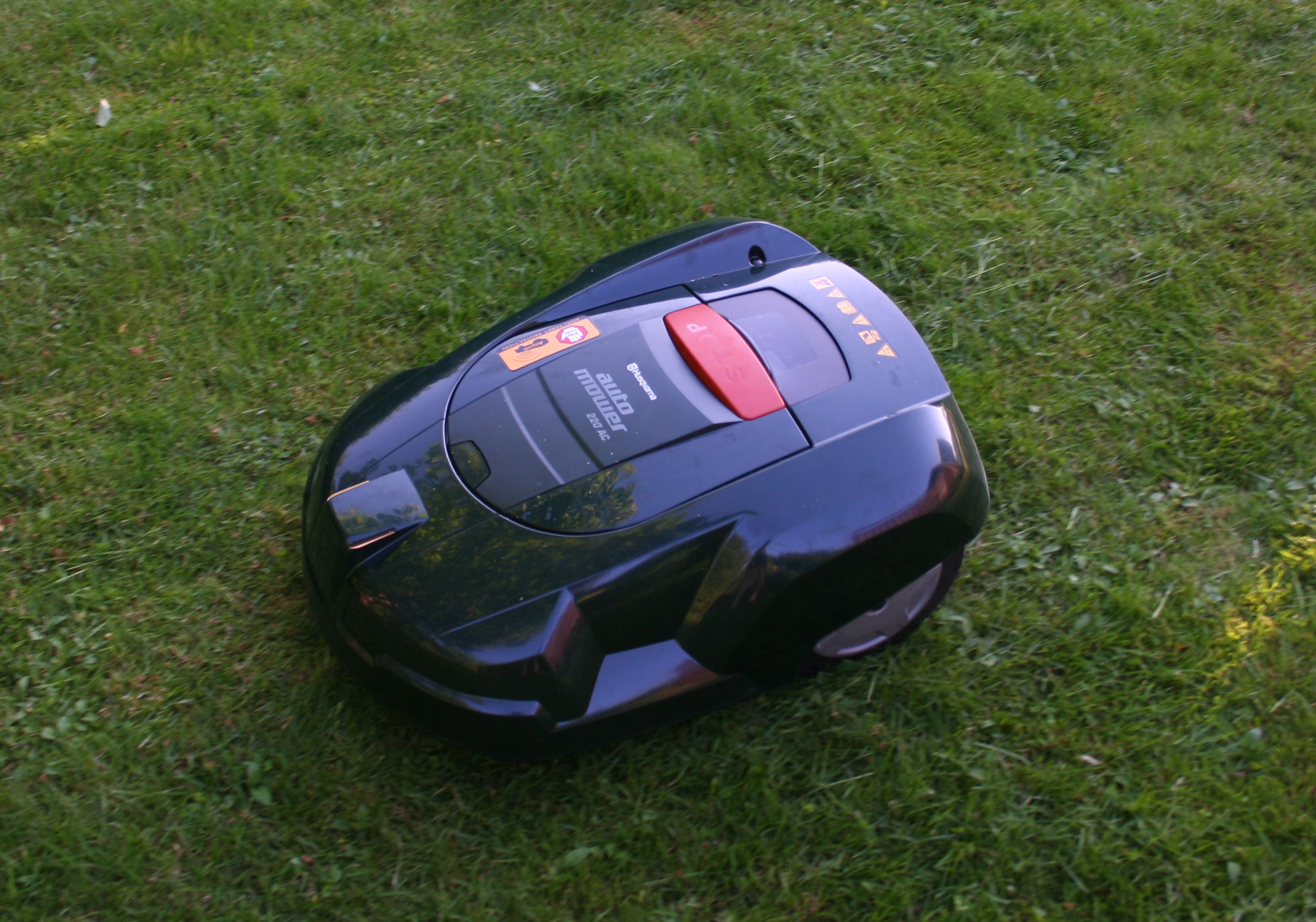

가사지원 로봇(home service robot)은 가정용 로봇(domestic robot)이라고도 불리며, 일반 가정내에서 인간과 함께 생활하며, 설거지, 빨래, 청소, 조리, 정리정돈, 심부름 등 가사를 지원해 주는 미래의 지능형 로봇이다. 현재 가정용 로봇은 기술적 완성도의 부족, 좁은 시장성 등으로 그 적용이 청소용 로봇 등에 제한적이나, 향후 인공지능과 홈네트워크 기술 등의 발달로 앞으로 비약적으로 발전할 것으로 기대되는 분야이다. 가정용 로봇이 현실화 된다면, 사람들을 가사노동에서 해방시켜 주고, 보다 효율적이고 창의적인 일을 할 수 있을 것으로 기대된다

## 핵심기술
가정용 로봇은 타분야 로봇보다 사용자와의 원활한 상호작용(HRI, Human-Robot Interface)을 필요로하며, 비구조화된 일반가정환경에서 작동하는 만큼, 환경인식, 위치인식 등 불확실성을 다루는 인공지능 기술을 필요로 한다. 이를 위해 기계시각(machine vision), 위치인식(self localization) 기술들이 연구되고 있다. 로봇의 지능성과 인식성을 높이는 대신, 가정환경을 홈네트워크화, 지능화, 자동화하는 스마트홈환경으로 만들고, 가정용 로봇과 홈네트워크를 연동시키는 네트워크연동기술에 대한 연구도 필요하다. 또한 문턱과 계단을 승월하는 자율이동 메카니즘의 기술도 핵심기술로 대두된다.

## 응용

### 청소로봇
청소로봇은 대표적으로 상품화되어 있는 가정용로봇으로, 잘 정돈된 바닥을 돌아 다니며, 먼지나 작은 물질(머리카락, 작은 종이조각, 가루 등)을 제거하는 진공식 청소로봇이다. 실용성이 좋다.

### 고양이 화장실 청소로봇
가사지원로봇으로, 고양이 화장실의 모래와 배설물을 분리하는 역할을 대신하며, 실시간으로 청소를 대신하여 불쾌한 화장실 사용으로 인한 스트레스를 줄이는 '청소 자동화 로봇'이다. 고양이의 반려인구 증가로 인하여 각광받고 있으며 실용성이 좋다.

### 정리정돈로봇
정리정돈 로봇은 진화된 청소 로봇으로, 3차원 센서와 머니퓰레이터를 가지고 바닥에 떨어진 물건들을 구분해 내고, 옷가지와 같은 어지럽혀진 물건들을 정리하는 로봇을 말한다.
이 로봇은 흔히 가정에서 사용된다.

### 심부름로봇
심부름 로봇은 인지기능이 발달하여, 주인을 알아보고, 물컵 등을 배달하는 로봇을 말한다.

### 집사로봇
앞으로 20년내에 청소에서 심부름기까지 집안을 도맡아 하는 영화 "바이센테니얼맨"과 같은 집사로봇이 출현할 것으로 예상된다.

## 전망
설거지, 밥상차리기 등을 가사노동을 보조하는 가사지원 로봇이 일반 가정에 보급되는 그날, 가사지원 로봇은 가전사업의 꽃으로 성장할 전망이다.

## 같이 보기
- 안드로이드 (로봇)
- 인공지능
- 포그 컴퓨팅
- 가정 자동화
- 휴머노이드 로봇
- 사물인터넷
- 이동 로봇
- 로봇 팔
- 위치 측정 및 동시 지도화
- 소프트 로보틱스
- 매터 (표준)